# Trần Thì Kiến
Trần Thì Kiến (陳時見, 1260–1330?) người làng Cự Xạ, huyện Đông Triều, phủ Tân Hưng (nay là thị xã Đông Triều, tỉnh Quảng Ninh). Ông từng là môn khách của Trần Hưng Đạo, và được Trần Hưng Đạo tiến cử với Vua Trần Nhân Tông, được vua bổ nhiệm làm An phủ sứ phủ Thiên Trường, sau đó là thiên qua nhiều chức vụ khác như: Kiểm pháp quan kiêm chức Đại An phủ sứ Kinh sư, Nhập nội hành khiển hữu gián nghị đại phu, và cuối đời ông được thăng lên đến chức Tả bộc xạ - Tể tướng.

## Sinh Thời
Năm thứ 5 niên hiệu Hưng Long (năm 1297), Trần Thì Kiến lại được Vua Trần Anh Tông bổ nhiệm làm Đại An Phủ Kinh Sư, chuyên về kiểm pháp (tư pháp). Thăng đến chức Hành Khiển Gián Nghị.
Ông nổi tiếng ở đức thanh liêm, công bằng và tài biện luận trong xử kiện. Tương truyền, có người cùng quê nhân ngày giỗ đem biếu ông mâm cỗ. Trần Thì Kiền hỏi lý do, thì người kia trả lời rằng vì hàng xóm nên biếu chứ không vì để xin điều gì. Sau người kia lại đến xin, ông đã móc họng nôn ra trả.
Sử thần nhà Hậu Lê là Ngô Sĩ Liên nhận xét: "Thì Kiền hành động lạ lùng quá mức để uốn nắn cái tệ xin xỏ của người thời bấy giờ".

## Sự tin tưởng của Nhà Trần
Vì mến tài của Trần Thì Kiến nên Trần Hưng Đạo đã giữ ông lại nhà làm môn khách và sau đó tiến cử ông lên vua Trần Nhân Tông, rồi được bổ nhiệm làm An phủ sứ phủ Thiên Trường, sau đó sang phủ Yên Ninh. Thời đó chỉ những người được tin cậy đặc biệt mới giữ chức An phủ sứ Thiên Trường, nơi các vua Trần cho xây hành cung riêng và có thể sử dụng như kinh đô thứ hai khi cần thiết và chỉ những ai sau khi làm An phủ sứ Thiên Trường mới được thăng lên An phủ sứ Đại kinh sư. Như vậy, Trần Thì Kiến đã được sự tin cậy đặc biệt của cả nhà vua và triều đình.
Khi ông còn đương chức Gián nghị đại phu, ông vô ý chứa giấu dân đinh nên bị bãi chức. Sau đó, nhà vua cho rằng không phải là cố ý nên ông được xóa tội và cho giữ chức Tham tri chính sự.

## Tài đoán quẻ
Theo sử sách, ông có sở trường về khoa doán quẻ Kinh dịch. Trước khi diễn ra cuộc kháng chiến chống quân Nguyên xâm lược lần thứ II, nhà vua sai Trần Thì Kiến bói, được quẻ Dự biến sáng quẻ Chấn là tốt. Mùa hạ năm sau, quân Nguyên đại bại, quả đúng như lời đoán của ông.
Mùa thu năm niên hiệu Trùng Hưng thứ 2, quân Nguyên vào cướp nước ta lần thứ III, vua lại sai ông bói, và ông gieo được quẻ Quán biến sang quẻ Hoán, rồi đoán: "Hoán nghĩa là tan, là điềm giặc tan". Sau quân Nguyên đến sông Bặch Đằng quả nhiên bị thất bại nặng nề phải tan chạy. Nhà vua khen tài của ông.